# Димитър Малчев
Димитър И. Малчев е български журналист, есперантист.

## Биография
Малчев е активист на Македоно-одринската организация. През лятото на 1900 година е делегат от Габровското македоно-одринско дружество на Седмия македоно-одрински конгрес.
Малчев е виден участник в българското есперантистко движение. В 1911 година издава първоначално в Търново, а по-късно в Габрово есперантския вестник „Семе“. През есента на 1913 година започва да издава в Шумен и Русе вестник „Телеграмо“. В 1922/1923 година преподава есперанто в Пловдивската девическа гимназия.
От 1914 до 1932 година издава в Русе есперантисткия вестник „Култура“, списван в 1932 година само на есперанто. В 1932 година подновява вестник „Телеграмо“, който излиза две години.